# Jus2
Jus2 (на корейски: 저스투) е южнокорейски поп дует, сформиран от компанията JYP Entertainment.
Състои се от Джейби и Югьом. Издава първия си мини албум Focus на 5 март 2019 г. Това е вторият дует, състоящ се от членове на групата Got7, след JJ Project.

## Име
Името на дуета е „комбинация от думите „just“ (в превод: само) и „two“ (двама)“, според Югьом.

## История
На 13 февруари 2019 г. JYP Entertainment официално обявява сформирането на нов дует, състоящ се от членове на Got7, за който е предвидено да дебютира през март 2019 г. По-късно е оповестен дебютният мини албум на дуета, Focus, съдържащ шест песни, включително главния трак „Focus On Me“, за който е планирано да бъде издаден на 5 март. Видеоклипът на водещия сингъл е публикуван на 3 март 2019 г. Дуетът изпълнява песента за първи път в музикалната програма M Countdown по канал Mnet на 7 март 2019 г. Focus дебютира на шестата позиция в Billboard World Album Chart.

## Дискография

### Мини албуми
| Заглавие | Информация | Пикови позиции в класациите | Пикови позиции в класациите | Пикови позиции в класациите | Продажби               |
| Заглавие | Информация | Южна Корея                  | Япония                      | САЩ                         | Продажби               |
| -------- | --- | --------------------------- | --------------------------- | --------------------------- | ---------------------- |
| Focus    | - Издаден: 5 март, 2019 г. - Компания: JYP Entertainment - Формат: CD, дигитално разпространение, стрийминг аудио Списък на песните 1. Focus On Me 2. Drunk On You 3. Touch 4. Senses 5. Love Talk 6. Long Black | 2                           | 50                          | 6                           | - JPN: 1523 - US: 1000 |

### Сингли
| Заглавие      | Година  | Пикови позиции | Пикови позиции   | Пикови позиции | Албум |
| Заглавие      | Година  | Южна Корея     | Южна Корея (Hot) | САЩ            | Албум |
| ------------- | ------- | -------------- | ---------------- | -------------- | ----- |
| „Focus On Me“ | 2019 г. | —              | 45               | 24             | Focus |

## Турнета и концерти
- Jus2 <FOCUS> Live Premiere with V Live[13] (2019 г.)
- Jus2 <FOCUS> Premiere Showcase Tour[14] (2019 г.)

## Филмография

### Видеоклипове
| Година | Заглавие      | Продуценти         | Източник |
| ------ | ------------- | ------------------ | -------- |
| 2019   | „Focus On Me“ | Dirextor Kim (HQF) | [ 15 ]   |